# Châsse de saint Cuthbert
La châsse de saint Cuthbert, ou cercueil de saint Cuthbert, est une châsse en bois de chêne du VIIe siècle qui a longtemps abrité le corps de Cuthbert de Lindisfarne. Elle constitue l'un des rares témoignages de sculpture sur bois de la période anglo-saxonne. Ses fragments sont conservés à la cathédrale de Durham.

## Histoire

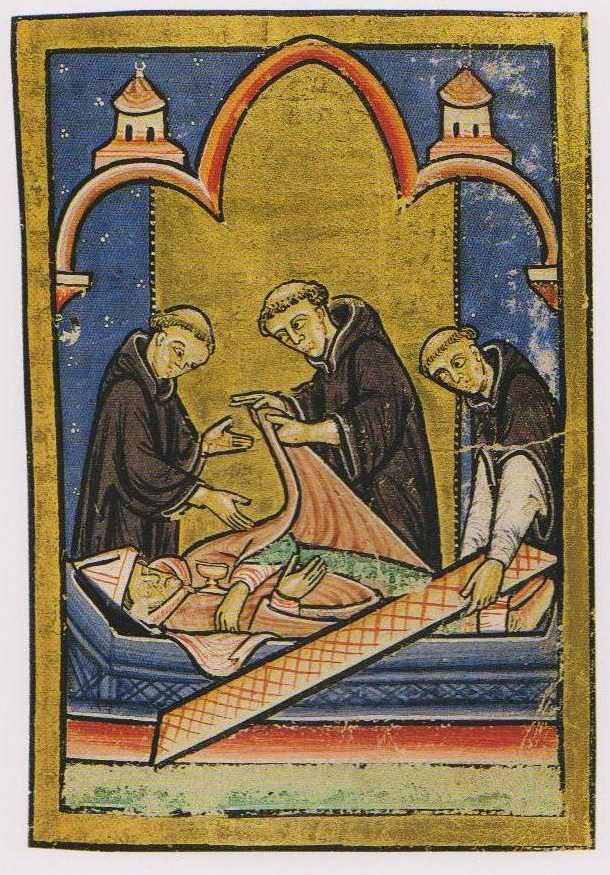
L'exhumation de Cuthbert en 698 (enluminure de la Vita Sancti Cuthberti en prose de Bède le Vénérable, MS Yates Thompson 26, XIIe siècle).

L'ermite Cuthbert meurt le 20 mars 687 dans sa cellule sur les îles Farne. Son corps est ramené à Lindisfarne pour y être enterré. Ses hagiographes rapportent qu'il n'a subi aucune décomposition lorsque son cercueil est ouvert onze ans plus tard, en 698, ce qui est considéré comme un signe de sainteté. Le cercueil est placé dans un nouveau cercueil qui est placé près de l'autel de à Lindisfarne, recouvert d'une toile en lin. C'est sans doute à ce moment-là que l'évangile de saint Cuthbert est placé dans le cercueil.
Fuyant l'approche de la Grande Armée païenne, les moines de Lindisfarne évacuent l'île en 875, emportant avec eux la châsse de saint Cuthbert. Après sept années de pérégrinations, ils s'installent à Chester-le-Street en 882. Au début du Xe siècle, le roi d'Angleterre Æthelstan se rend en pèlerinage à l'église de Chester-le-Street et dépose dans la châsse des vêtements liturgiques brodés. De nouveau menacée par les Vikings en 995, la communauté monastique de Chester-le-Street s'installe finalement à Durham. Les restes de Cuthbert sont déplacés à plusieurs reprises au cours des siècles qui suivent, notamment lors de la construction de la cathédrale normande en 1104 et au moment de la destruction du sanctuaire en 1541, en pleine Réforme anglaise. La châsse est ouverte à plusieurs reprises durant cette période : on sait notamment qu'un moine du Xe siècle avait l'habitude de coiffer Cuthbert et qu'il déposa dans son cercueil les ossements présumés de son biographe Bède le Vénérable.
La châsse est redécouverte en 1827. Elle comprend alors quatre cercueils enchâssés dans un état fragmentaire : ceux de 687 et 698, ainsi que deux autres plus tardifs, datant vraisemblablement de 1041 et 1541. À l'intérieur, on trouve un squelette complet et d'autres restes humains, ainsi que des tissus. Les cercueils et les restes (mais pas les tissus) sont à nouveau inhumés sous une dalle dans la cathédrale. Les fragments de cercueil en sont retirés en 1899. On en compte alors plus de 6 000, dont 169 présentent des traces de gravures. En 1939, l'historien de l'art Ernst Kitzinger réalise une reconstitution du cercueil gravé de 698.

## Gravures
Les panneaux du cercueil présentent des scènes religieuses où figurent le Christ, les symboles des évangélistes, une Vierge à l'Enfant, les apôtres et les archanges. Des noms en runes anglo-saxonnes et en alphabet latin y sont également gravés. Parmi ceux qui sont encore lisibles, on trouve les évangélistes (Matthieu, Marc et Jean en runes, Luc en alphabet latin), Raphaël et Marie (en alphabet latin), ainsi qu'un christogramme runique. Ce mélange d'alphabets est difficile à expliquer, mais il n'est pas rare dans le corpus des inscriptions de cette époque retrouvées dans la région,.